# Las Palmas (provins)
Den här artikeln handlar om den spanska provinsen Las Palmas. För staden på ön Gran Canaria, se Las Palmas de Gran Canaria.
Provincia de Las Palmas är en spansk provins i den autonoma regionen Kanarieöarna utanför Afrikas nordvästra kust. Provinsen innefattar den östra halvan av Kanarieöarna och består av följande öar:
- Gran Canaria
- Fuerteventura (inklusive Isla de Lobos)
- Lanzarote (inklusive La Graciosa, Montaña Clara, Roque del Este, Roque del Oeste och Alegranza)

Huvudstad i provinsen är Las Palmas de Gran Canaria vilket även är huvudstad i den autonoma regionen. Omkring 38,5 procent av de 979 606 invånarna (2003) bor i huvudstaden. Det finns 34 kommuner i provinsen.
Den västra halvan av arkipelagen tillhör provinsen Santa Cruz de Tenerife.

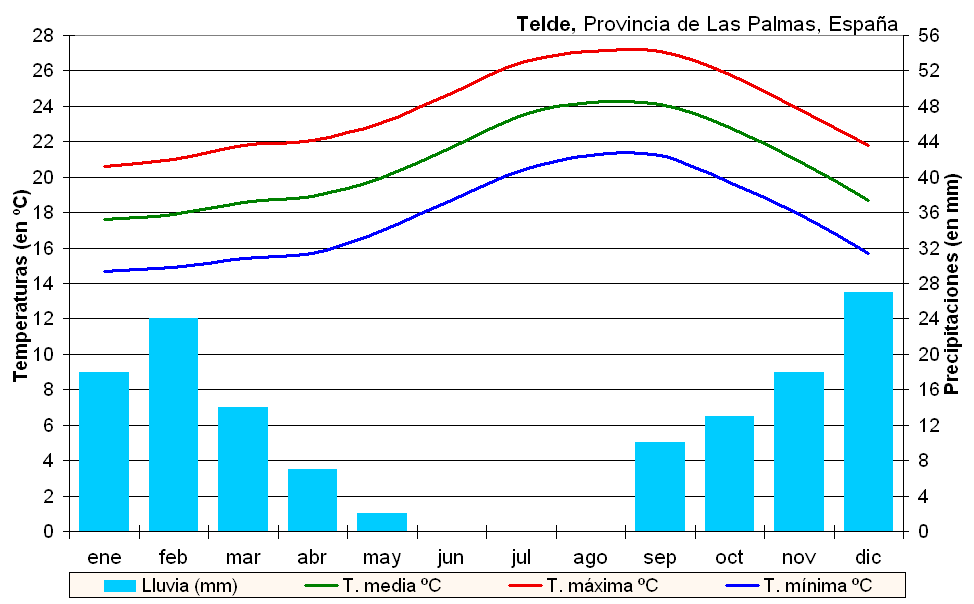
Klimatdiagram för Las Palmas provinsen